# Thurauen

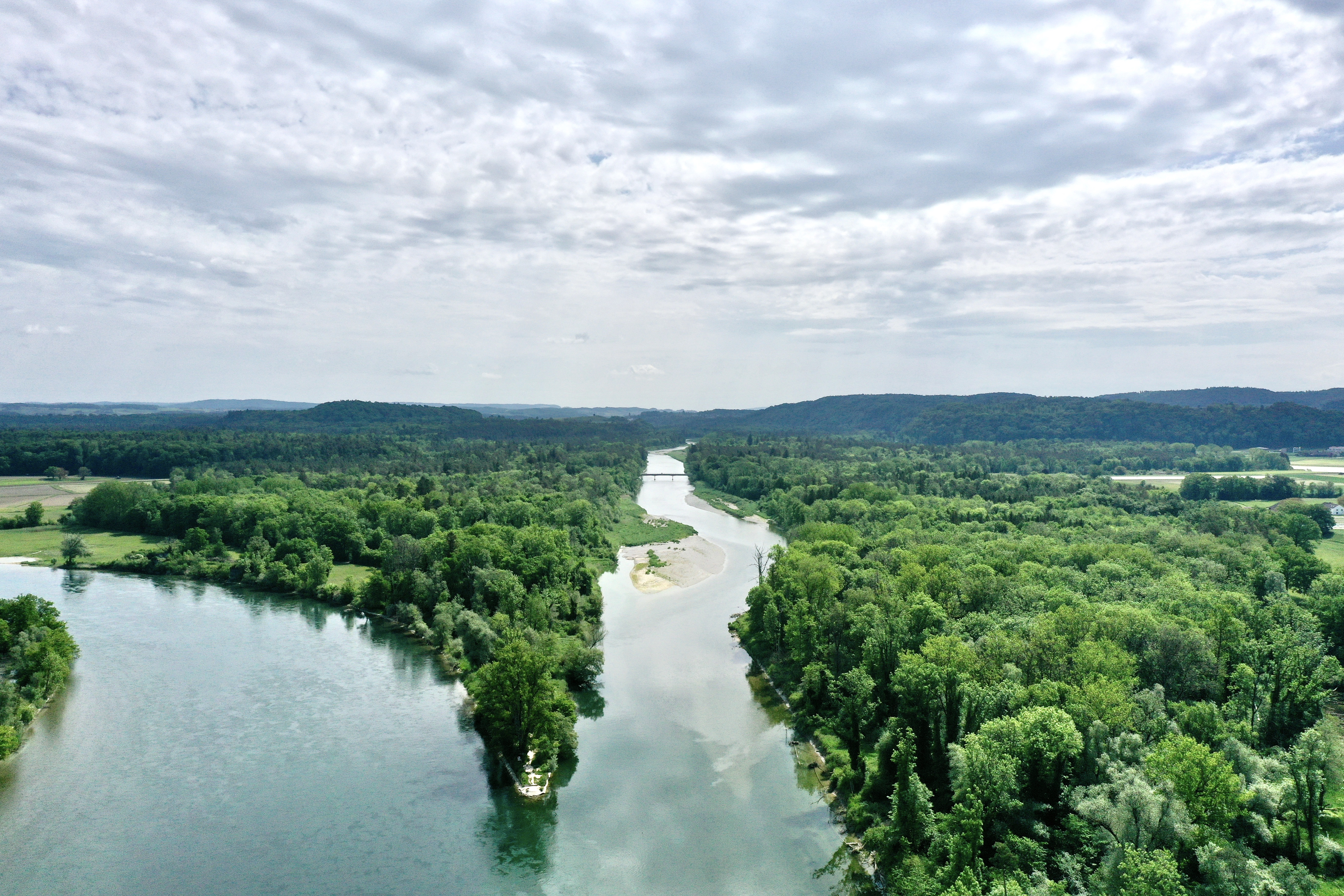
Bevor die Thur in den Rhein mündet, fliesst sie durch Auenwälder

Die Thurauen liegen nördlich von Flaach im Zürcher Weinland vor der Mündung der Thur in den Rhein. Sie bilden mit einer Fläche von rund 400 Hektaren das grösste Auengebiet des Schweizer Mittellandes und sind ein Naturschutzgebiet von nationaler Bedeutung und ein Smaragd-Gebiet.
Abschnitte der Naturlandschaft Thurauen befinden sich in zwei grösseren Landschaftsschutzgebieten, die im Bundesinventar der Landschaften und Naturdenkmäler von nationaler Bedeutung verzeichnet sind: Das Flussgebiet bei Hummenberg ist ein Teil des Areals «Glaziallandschaft zwischen Thur und Rhein» und die grössere Fläche bis zum Rhein liegt im Schutzobjekt «Untersee – Hochrhein».

## Geschichte

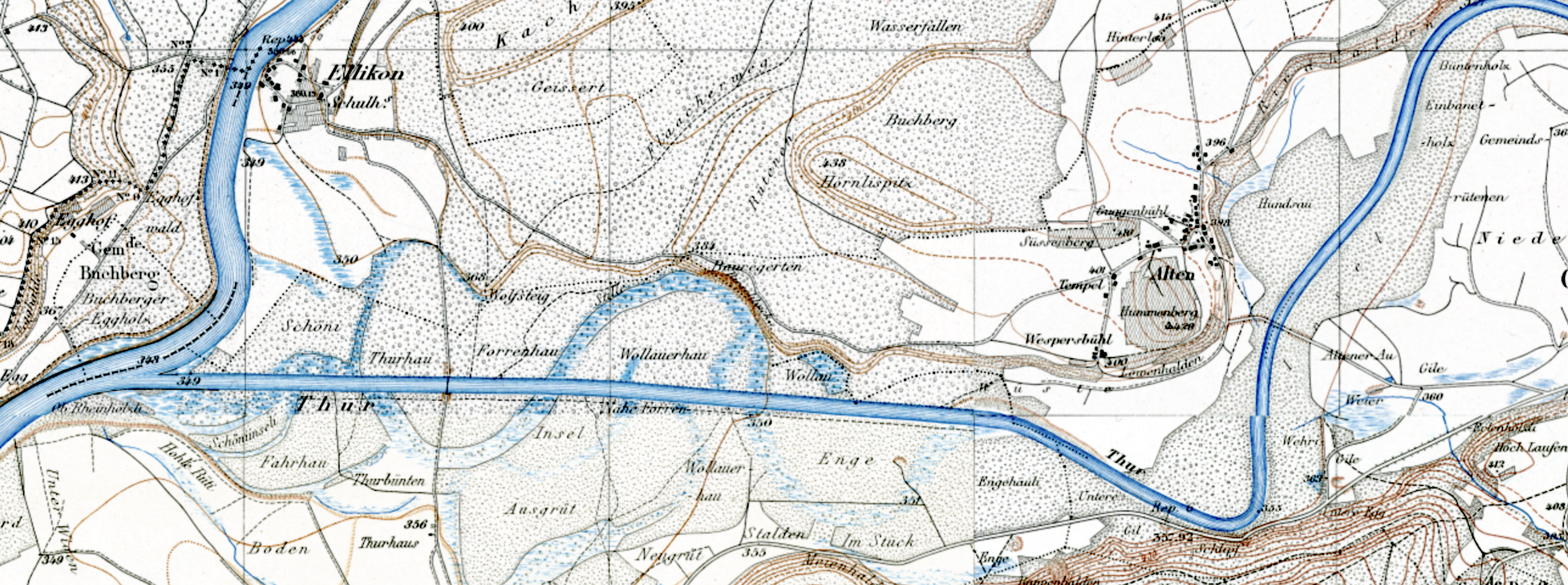
Unterer Thurlauf um 1860

Ursprünglich war die Thur ein breiter mäandrierender Fluss mit zahlreichen Kies- und Gehölzinseln und einer Breite von bis zu 170 Metern, der sich mehrfach verzweigte und ein Flusssystem mit grossem biologischem Reichtum bildete. Von Norden mündet der Mederbach in den Fluss. Zur Gewinnung von Landwirtschaftsland, zum Hochwasserschutz und zur Bekämpfung von Malaria wurde die Thur ab 1855 auf den letzten Kilometern kanalisiert. Dem Fluss wurde meist nur ein Bett von 30 bis 80 Metern Breite zugestanden; der Gewässerlebensraum verarmte, zahlreiche Tierarten verloren ihren Lebensraum, wichtige natürliche Strukturen im Flusslauf fehlten.
Im Flussabschnitt der Auenlandschaft führen zwei Brücken über die Thur: Die Brücke von Alten ist eine 1992 gebaute Holzbrücke und markiert den Beginn des Auenschutzgebiets, und die Ellikerbrücke von 1930 dient dem Strassenverkehr zwischen Flaach und Rheinau.
1978 kam es zwischen Frauenfeld und Gütighausen zu grossflächigen Überschwemmungen; die Abflussmenge betrug mehr als 1300 m³/s. Es wuchs die Erkenntnis, dass Schutzmassnahmen nötig sind. In den 1980er Jahren scheiterten jedoch zwei Projekte zur Renaturierung. 
1992 wurden die Thurauen unter der Bezeichnung Eggrank-Thurspitz in das Bundesinventar der Auengebiete von nationaler Bedeutung aufgenommen. Ein Jahr später reichte der Zürcher Kantonsrat Richard Stucki eine Motion ein mit dem Auftrag, die Thur vor der Mündung in den Rhein zu revitalisieren. 1999 wurde ein Kredit dafür erteilt und so ein Projekt für die Renaturierung der Thurauen und den Hochwasserschutz von Ellikon am Rhein und des Flaachtals gestartet. 2005 setzte der Regierungsrat des Kantons Zürich das Projekt fest, 2008 begannen die Bauarbeiten. Im August 2011 wurde das Naturzentrum Thurauen eröffnet.

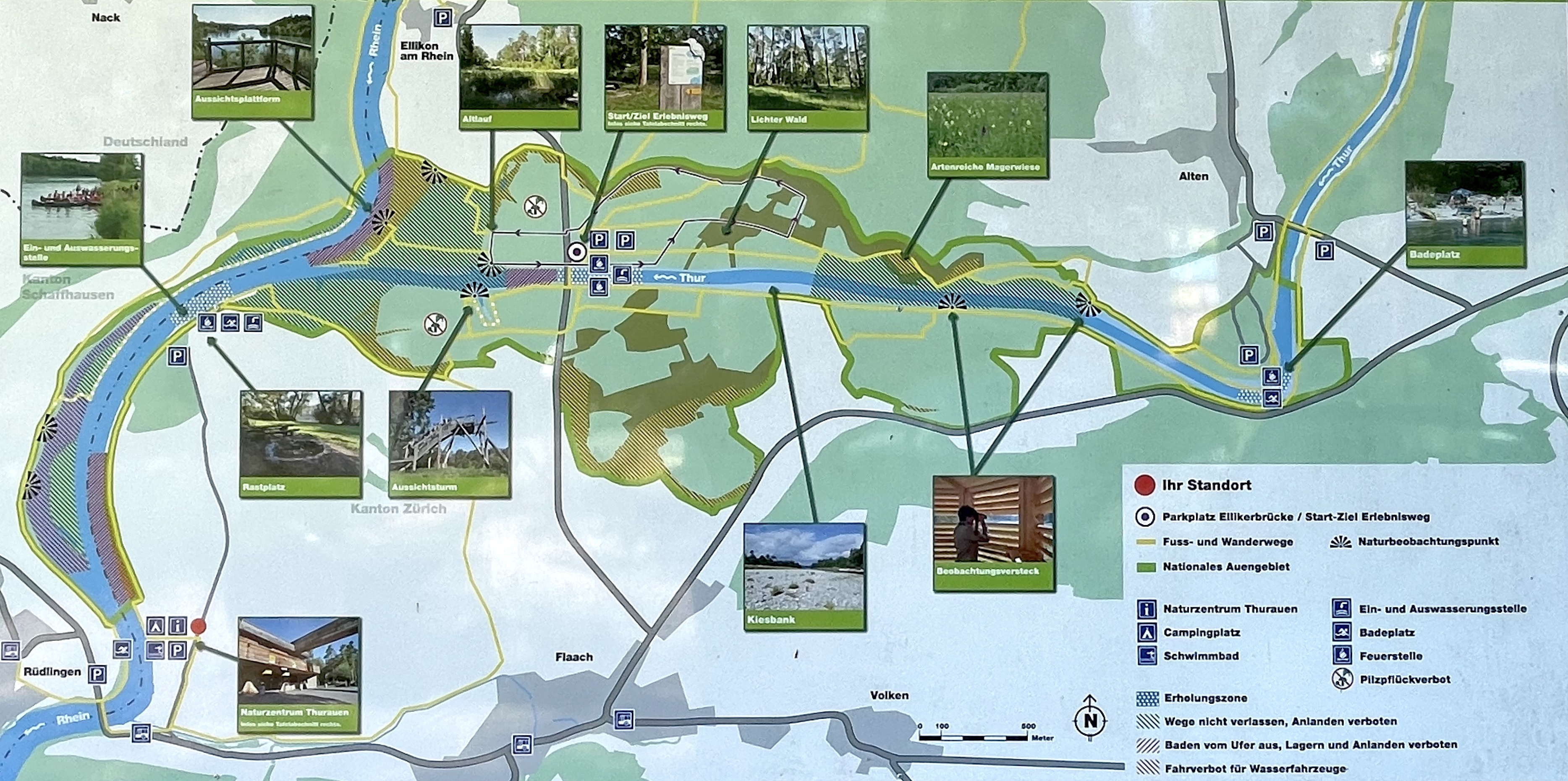
Infotafel

Ab 2012 wurden weitere Arbeiten durchgeführt und das Projekt ökologisch aufgewertet. Westlich von Andelfingen wurde der Bereich Eggrank renaturiert, im Bereich der Ellikerbrücke das Ufer abgeflacht, Hochwasserschutzmassnahmen wurden umgesetzt. 2017 waren die Renaturierungsarbeiten abgeschlossen und das Projekt «Hochwasserschutz und Auenlandschaft Thurmündung» wurde mit einer Feier beendet. Seither kann der Fluss auf den letzten Kilometern vor der Mündung wieder frei mäandrieren und bei Hochwasser die umliegende Auenlandschaft überfluten. Durch die ökologische Aufwertung entlang des Flusses und im Auenwald entstanden neue Lebensräume für seltene Tiere und Pflanzen.
2020 zeigten sich erste konkrete Auswirkungen: An einer Stelle hat sich die Thur bereits um mehr als 40 Meter seitlich verschoben.

## Auenlandschaft
Durch das Entfernen der Uferverbauungen und das Baggern von Ausbuchtungen entstanden Kiesinseln und Prallhänge, an denen Eisvögel nisten können. Flache, langsam fliessende Stellen wechseln sich ab mit tieferen und schnell fliessenden Abschnitten, neue Lebensräume für seltene Fische, Libellen und Vögel sind entstanden.

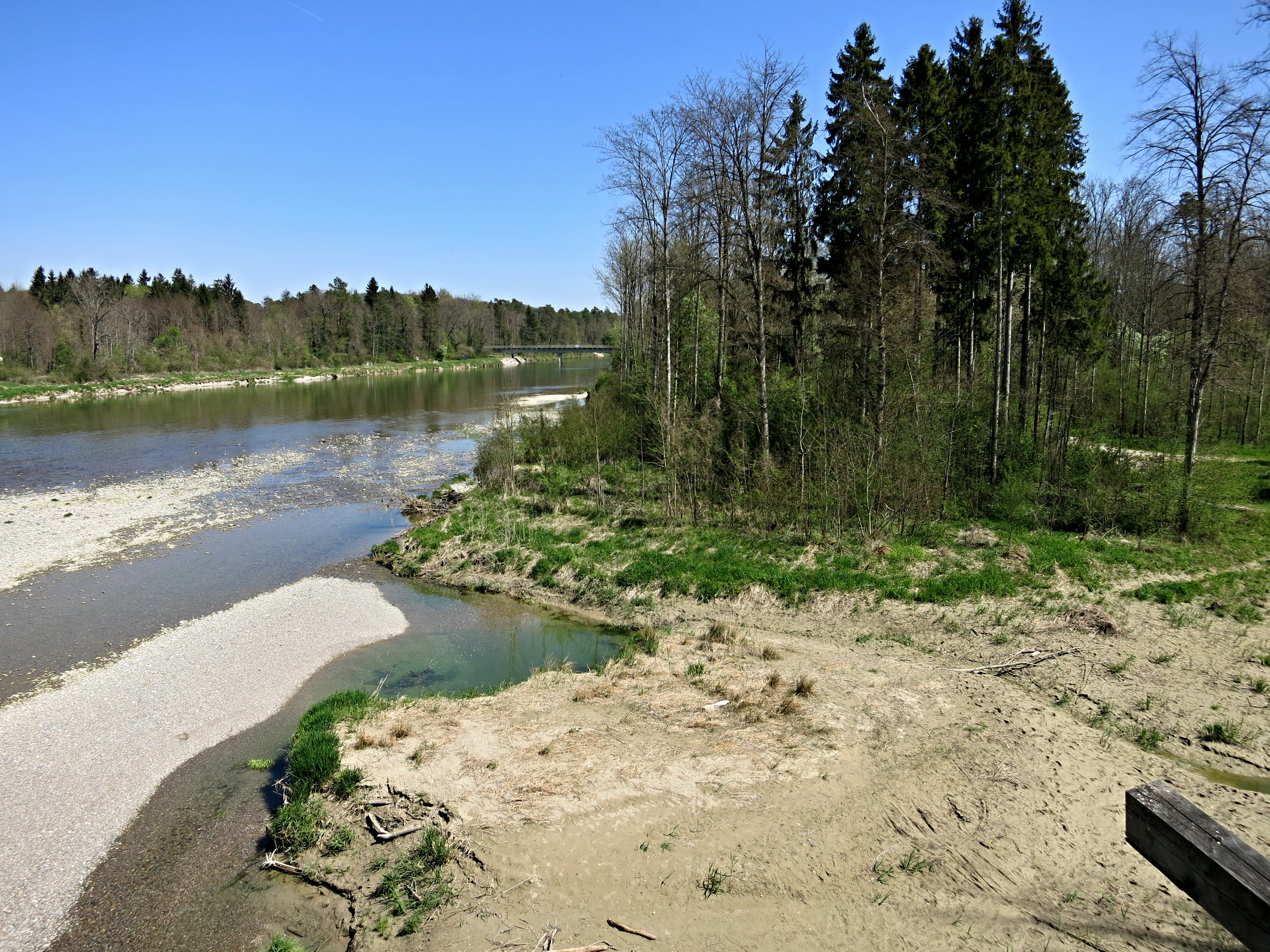
Unverbautes Südufer
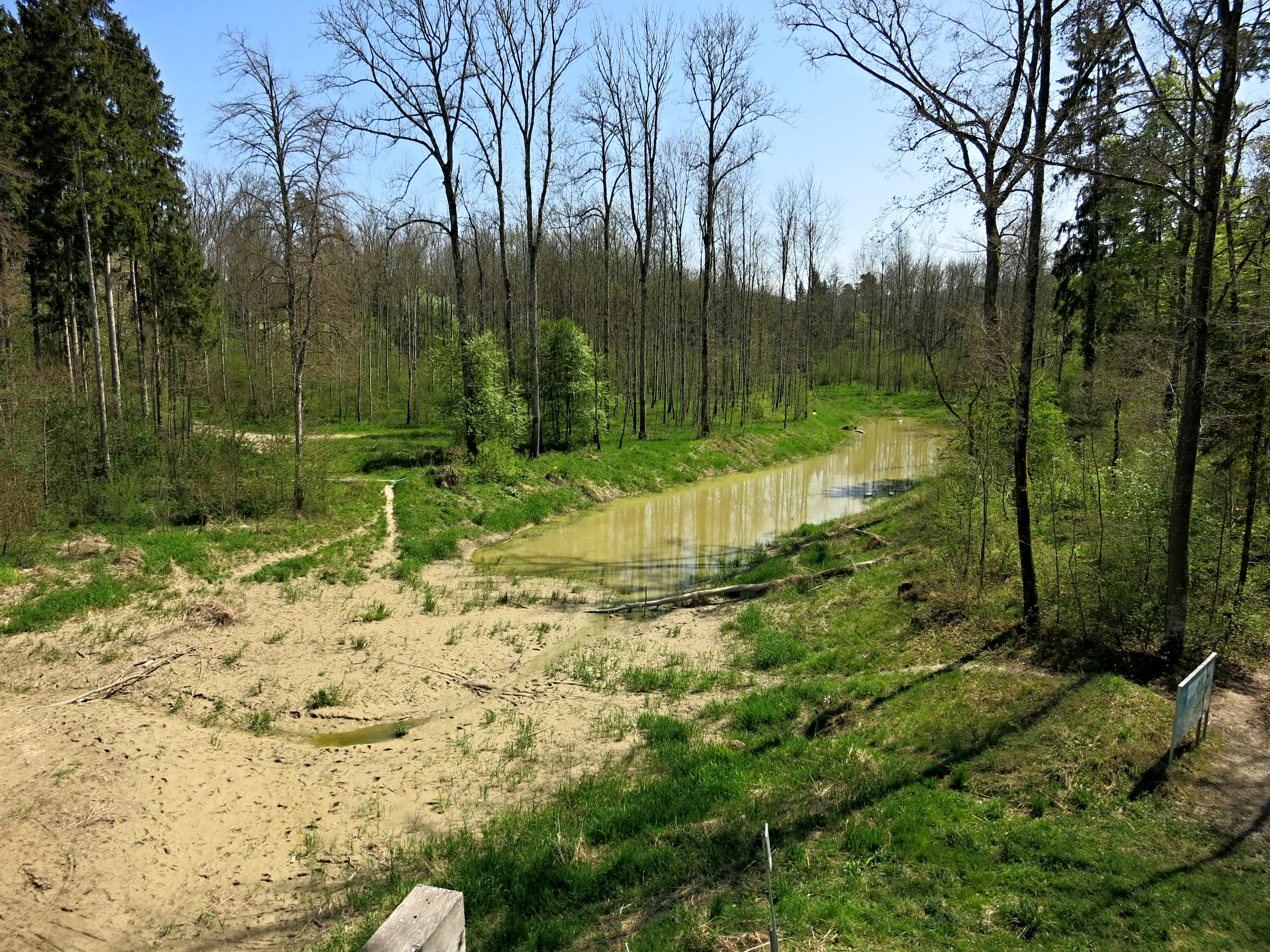
Blick in den Wald
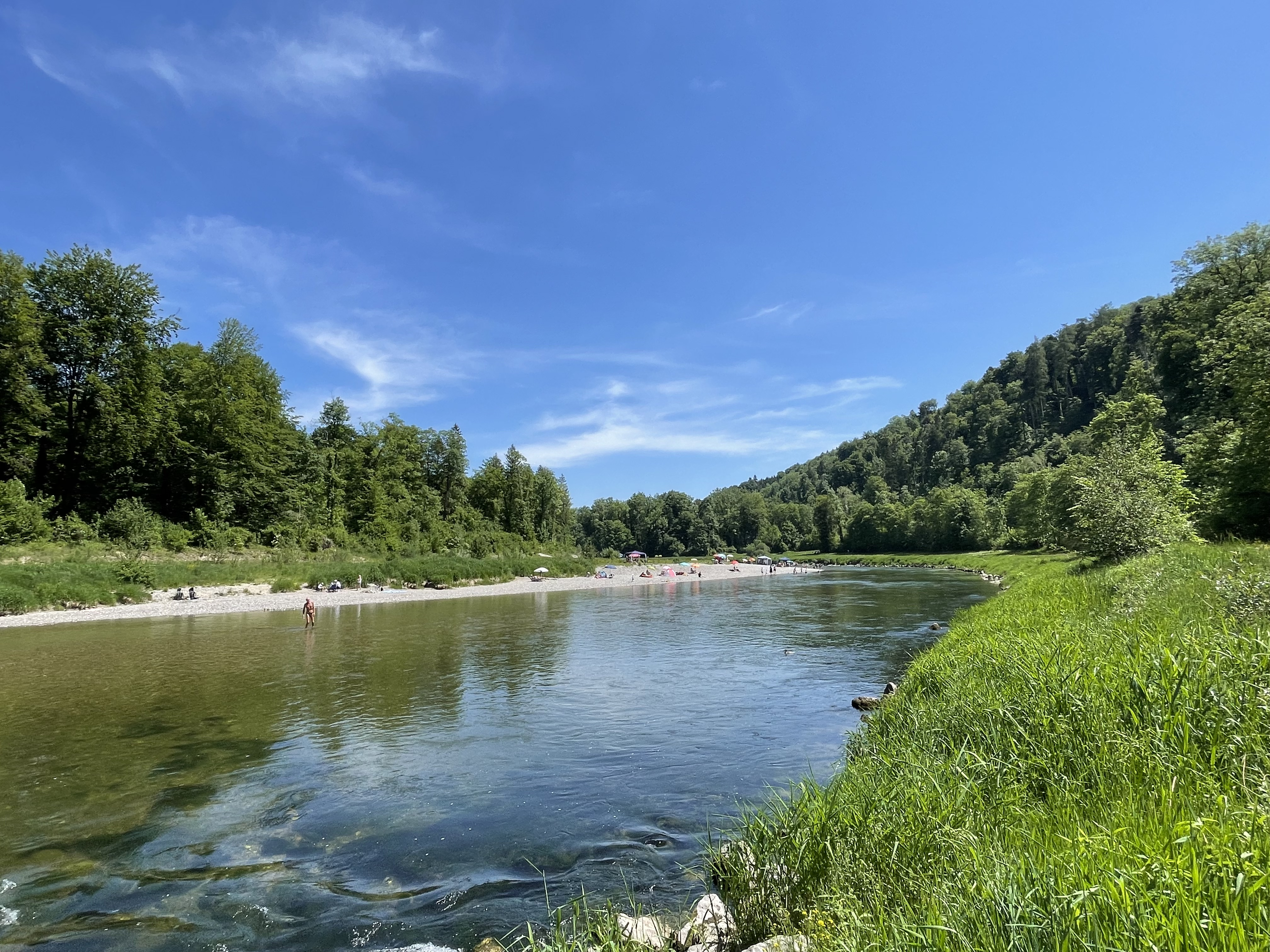
Badebetrieb oberhalb der Elliker Brücke
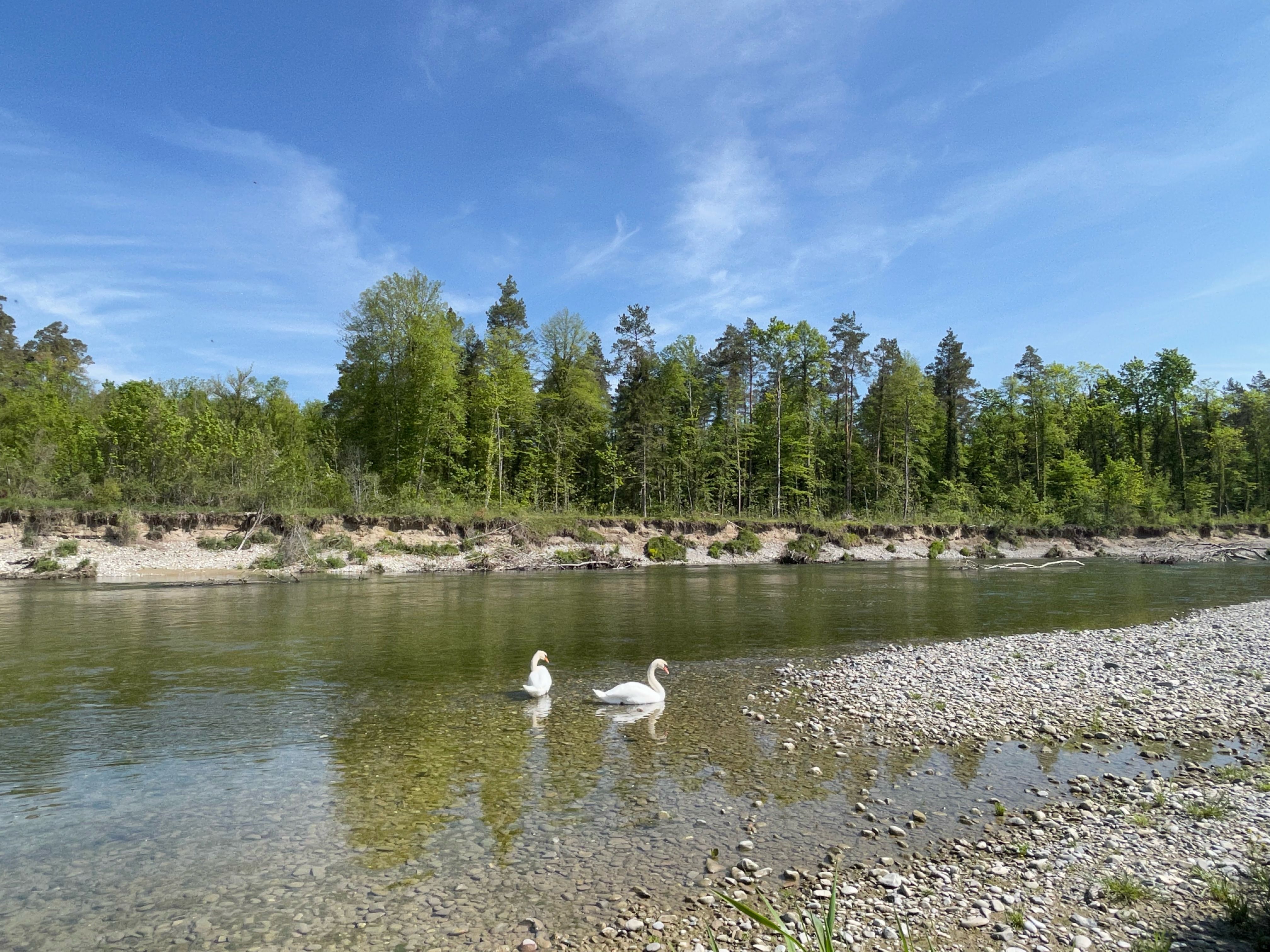
Unverbaute Steilufer und Kiesbänke
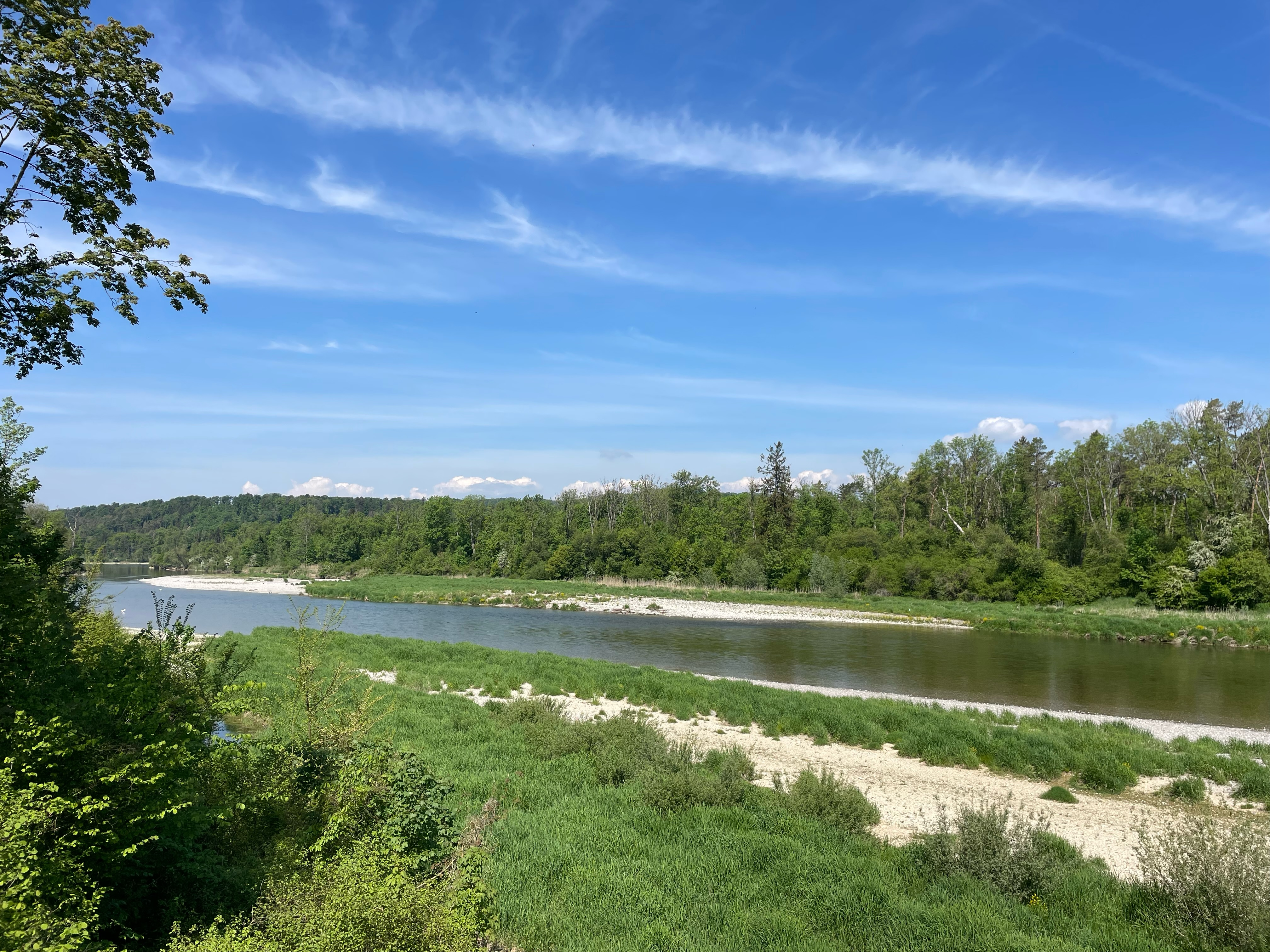
Vor der Mündung in den Rhein
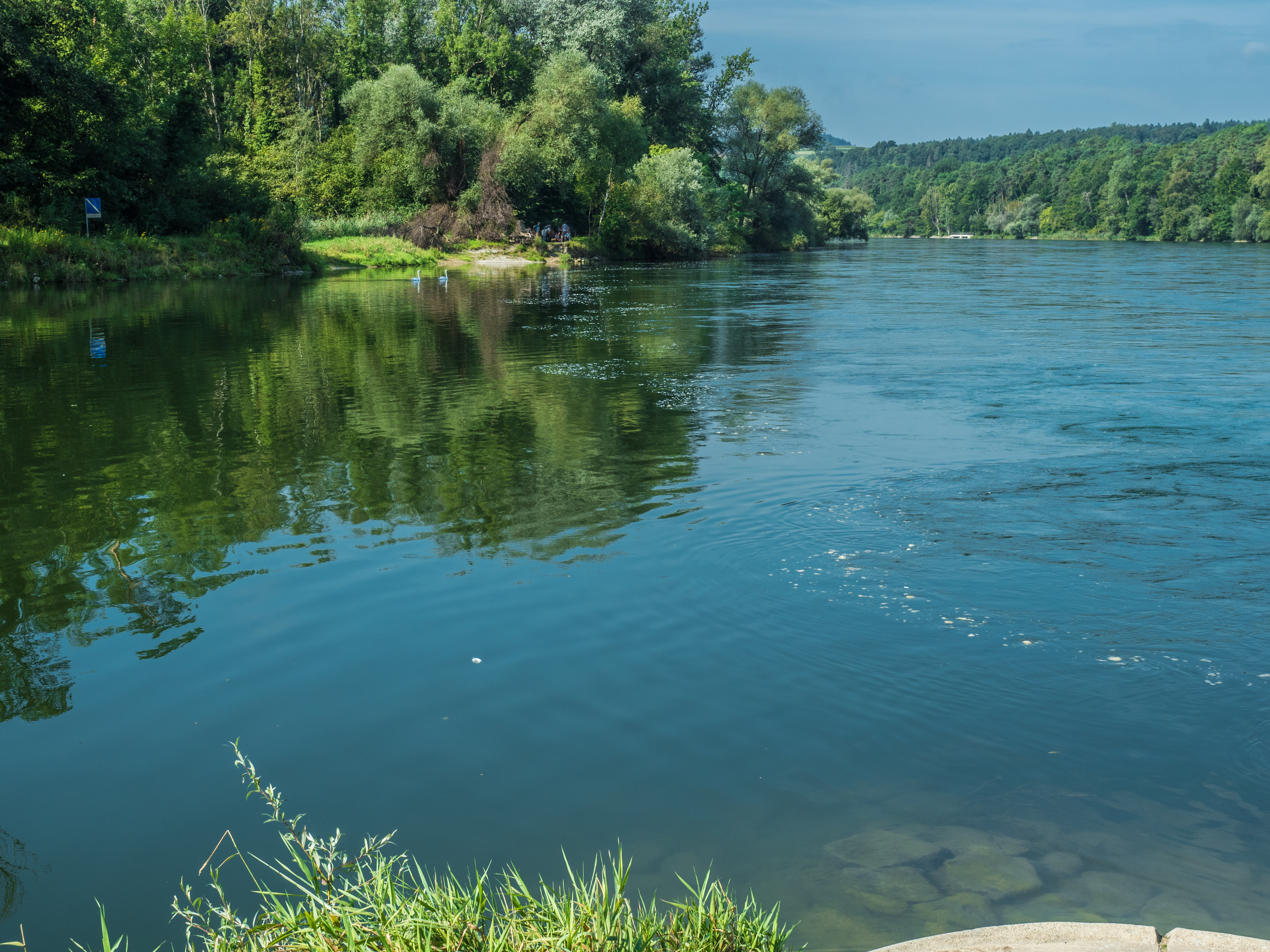
Thurmündung in den Rhein

Neu wachsende Gehölze im Naturwaldreservat bieten Vogelarten wie dem Pirol, diversen Spechten, Reihern oder der Nachtigall wertvolle Lebensräume. In den Wäldern findet sich ein grosser Reichtum an Pflanzen-, Moos- und Pilzarten. Bei Hochwasser werden die Auenwälder überflutet. In Altlaufmulden sammelt sich das Wasser, und es entwickelt sich eine abwechslungsreiche Gewässerwelt, die teils in der Liste der Amphibienlaichgebiete von nationaler Bedeutung im Kanton Zürich unter den Bezeichnungen Altwässer Thurspitz und Elliker Auen aufgeführt und im entsprechenden Bundesinventar ausgewiesen sind. Davon profitieren insbesondere Arten, die an temporäre Lebensräume angepasst sind, wie die Gelbbauchunke und der Laubfrosch. Auch andere Amphibien oder Ringelnattern leben hier, und Biber finden Gelegenheit, ihre Dämme zu bauen.
In Ried- und Magerwiesen und lichten Waldbeständen, die im Rahmen des Thurauenprojekts entstanden sind, leben zahlreiche Schmetterlingsarten und Orchideen. An ausgewählten Punkten bieten Beobachtungsplattformen und -verstecke Einblicke in die Auenbereiche.

### Regeln
- In den Erholungszonen Eggrank, Ellikerbrücke und Am Rhein darf gebadet und gepicknickt werden.
- Auf den Fuss- und Wanderwegen besteht für Hunde Leinenpflicht. Ausgenommen davon sind die drei Erholungszonen.
- Feuer sind nur in den offiziellen Feuerstellen erlaubt.
- In gewissen Gebieten dürfen die Wege nicht verlassen werden.
- Im ganzen Auengebiet ist Zelten und das Pflücken von Pflanzen verboten.

Das Auenschutzgebiet der Thurauen ist durch eine Schutzverordnung der Kantone Zürich und Schaffhausen geschützt. Seit 2011 patrouillieren Ranger auf den Wegen. Sie geben Auskunft und sorgen dafür, dass die geltenden Regeln eingehalten werden.

## Naturzentrum Thurauen
Das Naturzentrum Thurauen wurde 2011 westlich von Flaach am Rhein gegenüber von Rüdlingen eröffnet. In der interaktiven Ausstellung «Kosmos Auenlandschaft» wird den Besuchern die Welt der Auenlandschaft nähergebracht. Über eine hochgelegene Passage erreicht man den Zugang zu einem Erlebnispfad, der durch ein Stück Auenwald führt. Es werden Exkursionen, Führungen und verschiedene Workshops angeboten.

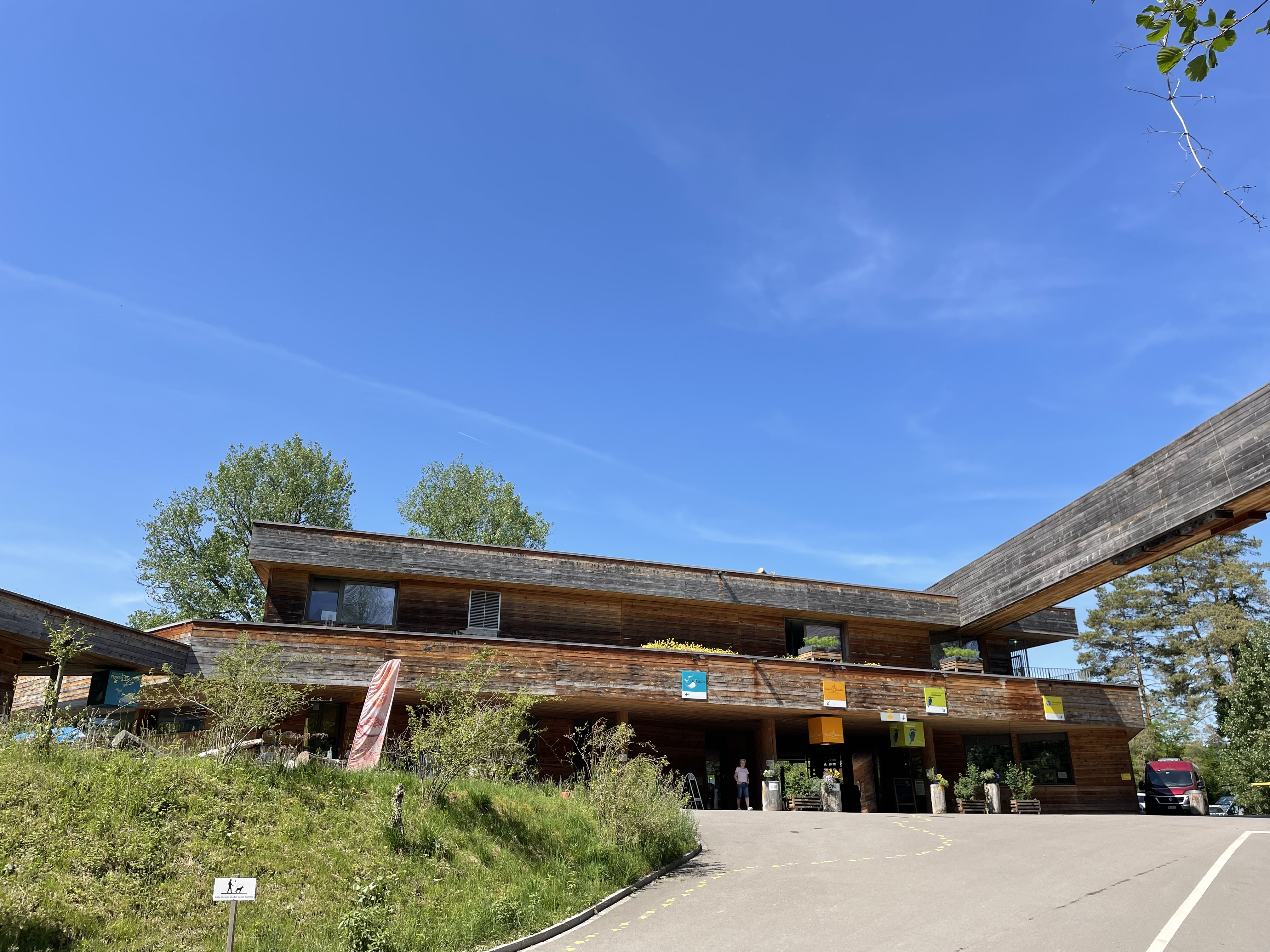
Zentrum
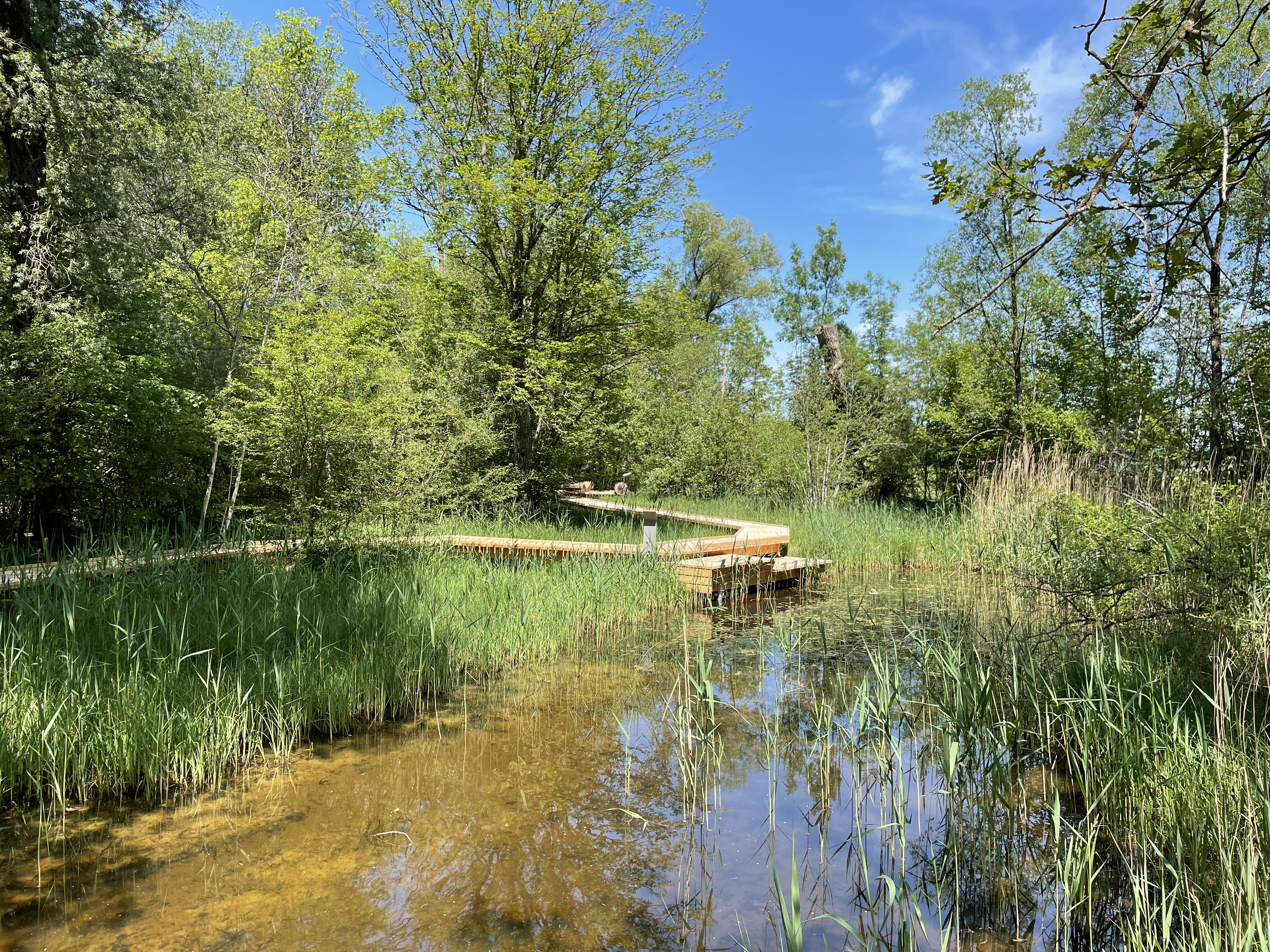
Erlebnispfad
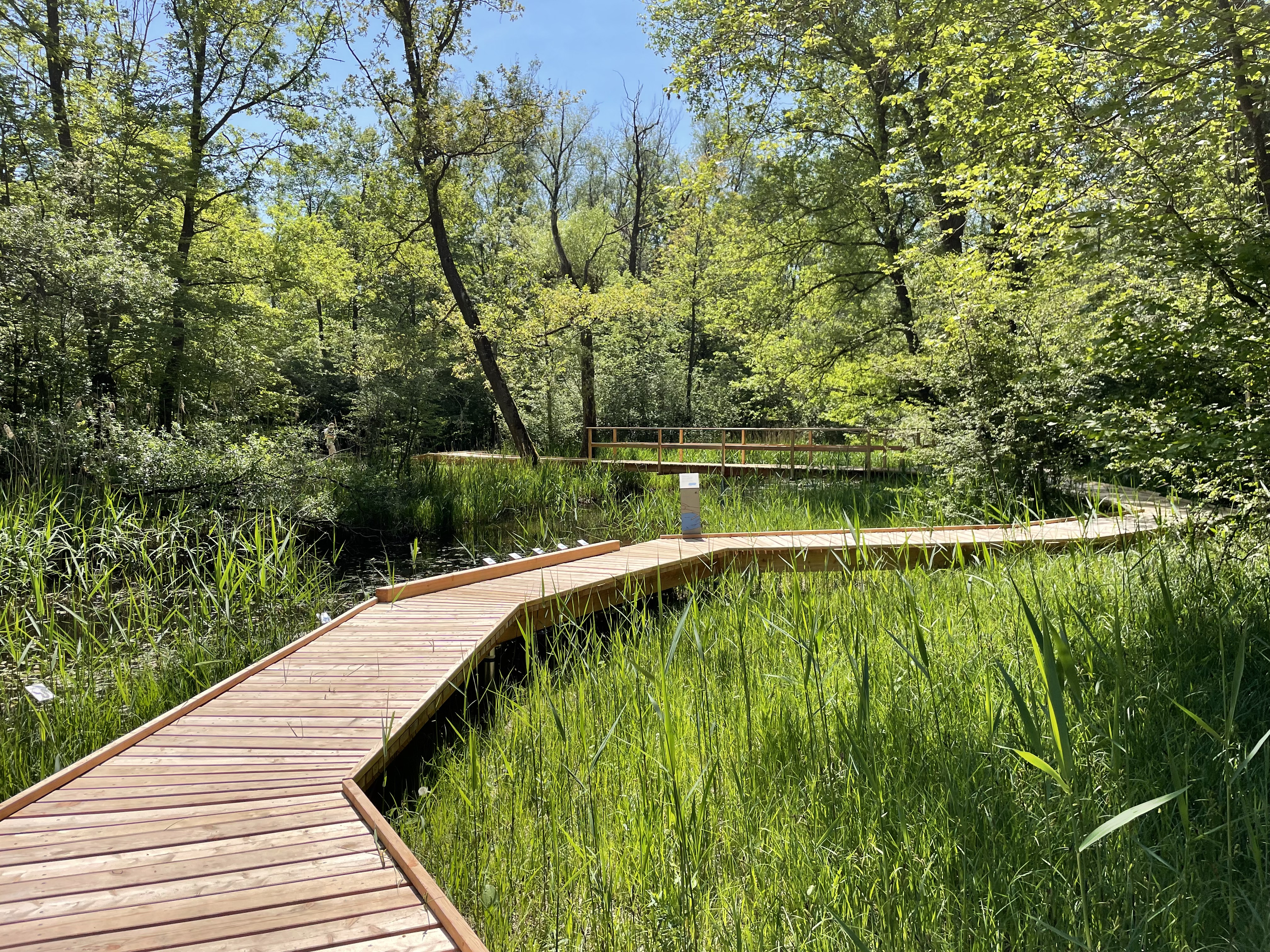
Erlebnispfad

Zum Zentrum gehört ein Restaurant. Daneben liegt auf der einen Seite ein Campingplatz, auf der anderen Seite das öffentliche Freibad der Gemeinde Flaach.

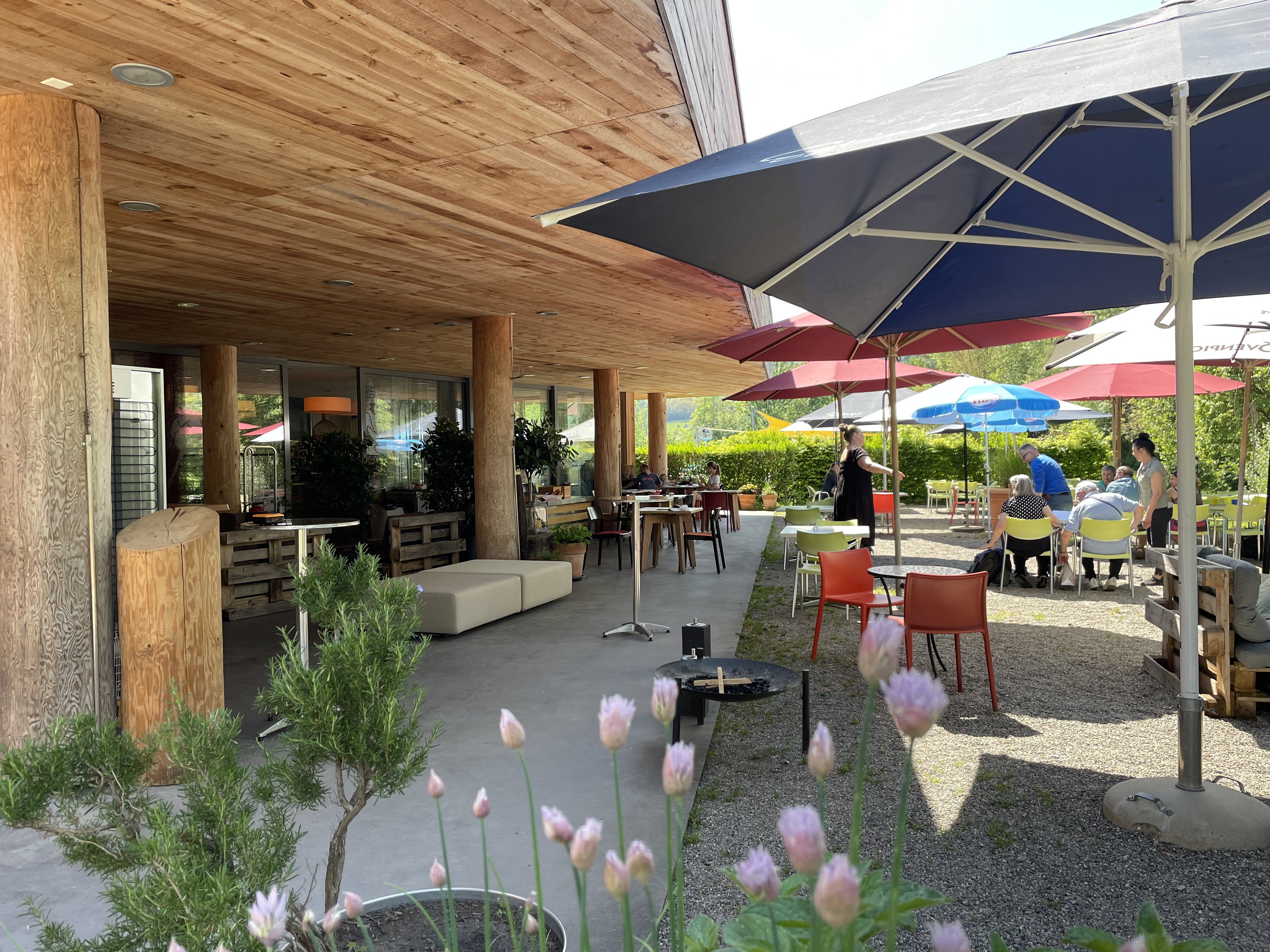
Restaurant
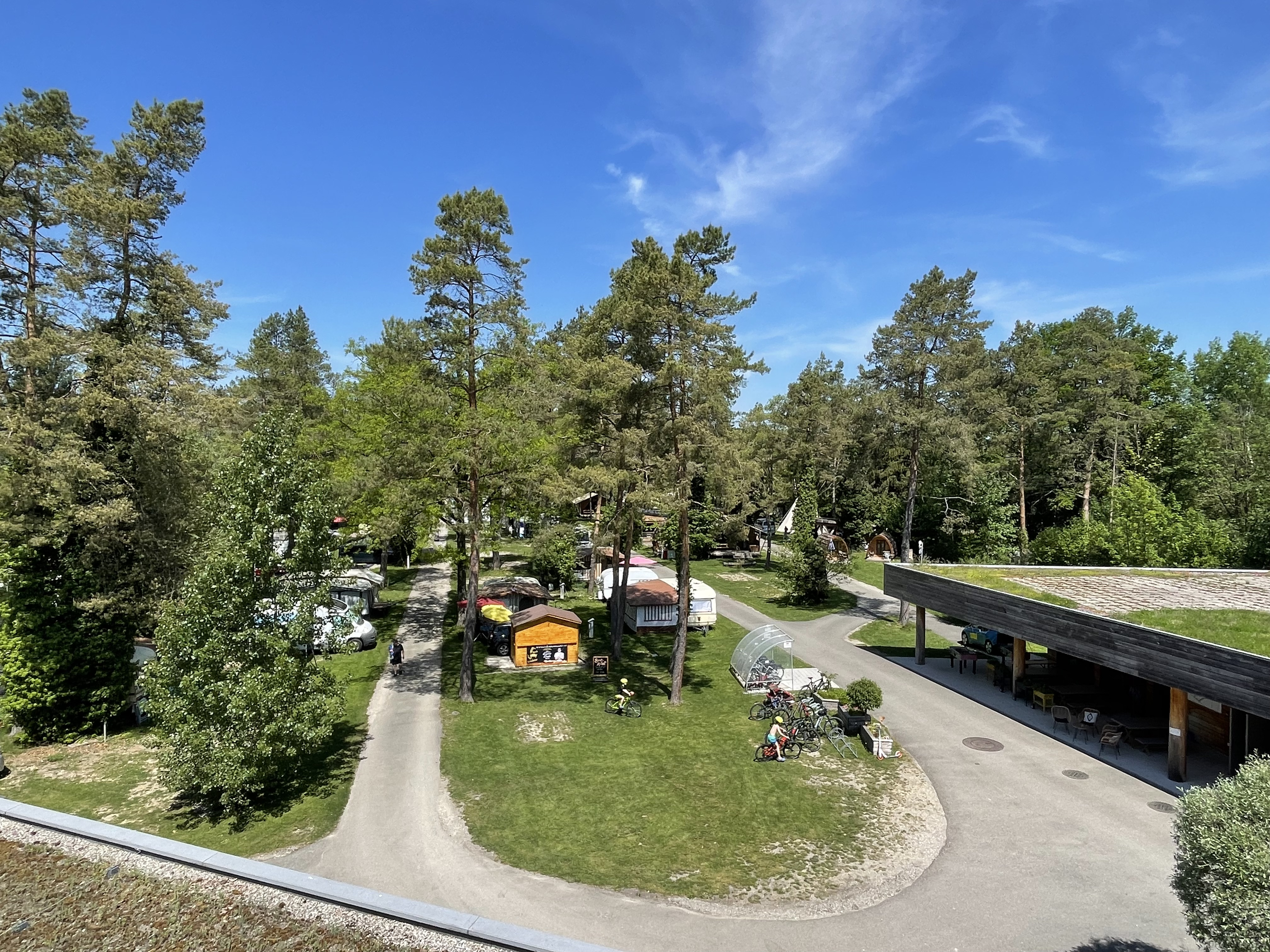
Campingplatz
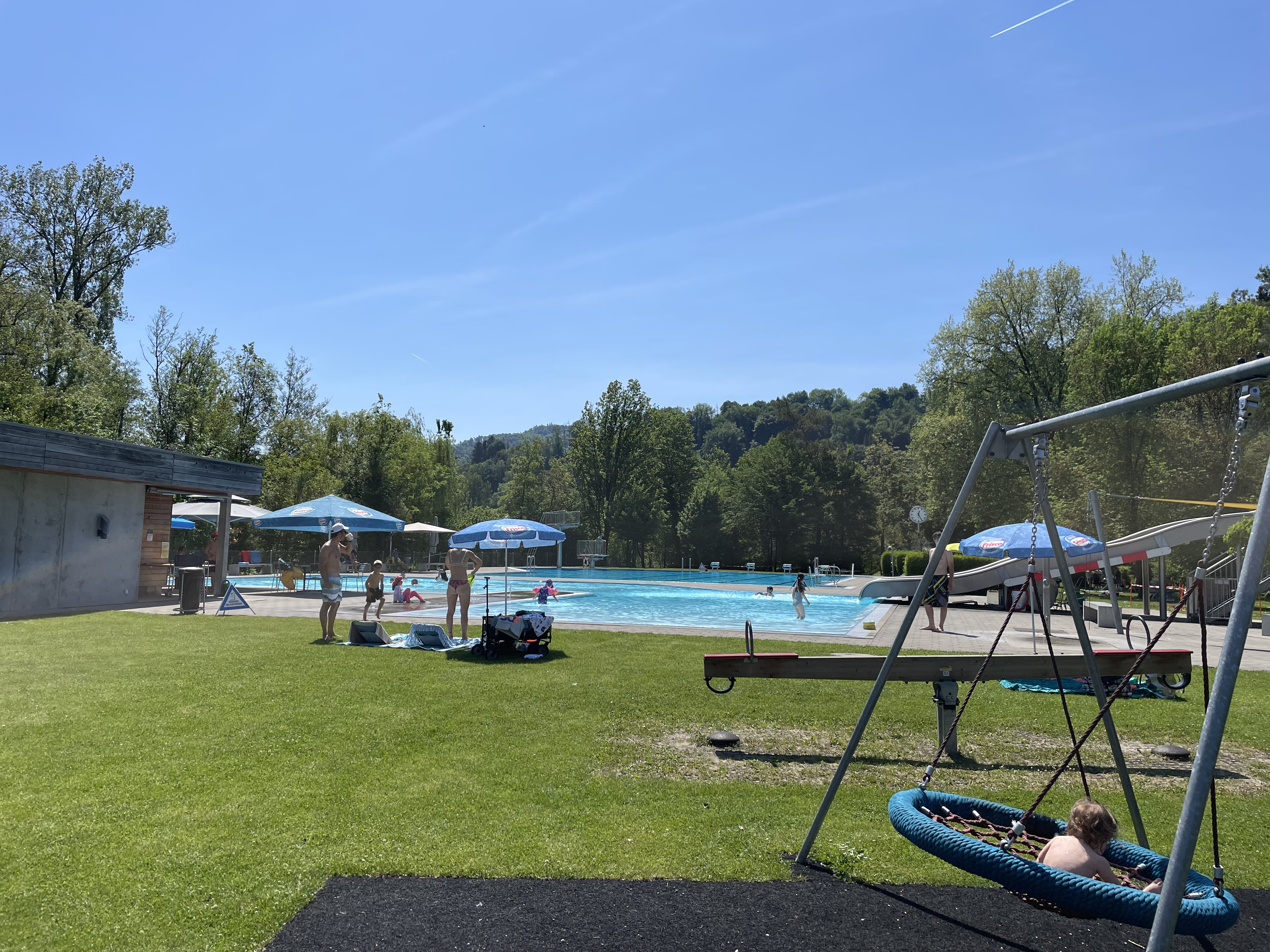
Freibad

## Naturschutzgebiet «Alter Rhein»
Nordwestlich des Zentrums liegt unterhalb der Thurmündung auf der rechten Seite des Rheins das kleinere Naturschutzgebiet «Alter Rhein Rüdlingen». Bei der Rheinkorrektur von 1897 wurde der Alte Rhein durch einen schmalen Längsdamm vom Rhein abgetrennt, um die Erosion des Ufers zu vermindern. Im Seitenarm, dem «Alten Rhein», entstand so ein Lebensraum für gefährdete Tier- und Pflanzenarten. Obwohl das Gebiet nicht direkt an der Thur liegt, gehört es noch zum Schutzgebiet der Thurauen.
Von Rüdlingen aus führt ein Wanderweg zwischen dem Rhein und seinem Altarm entlang nach Norden. Auf der Höhe von Ellikon kann der Rhein mit einer Fähre überquert werden.

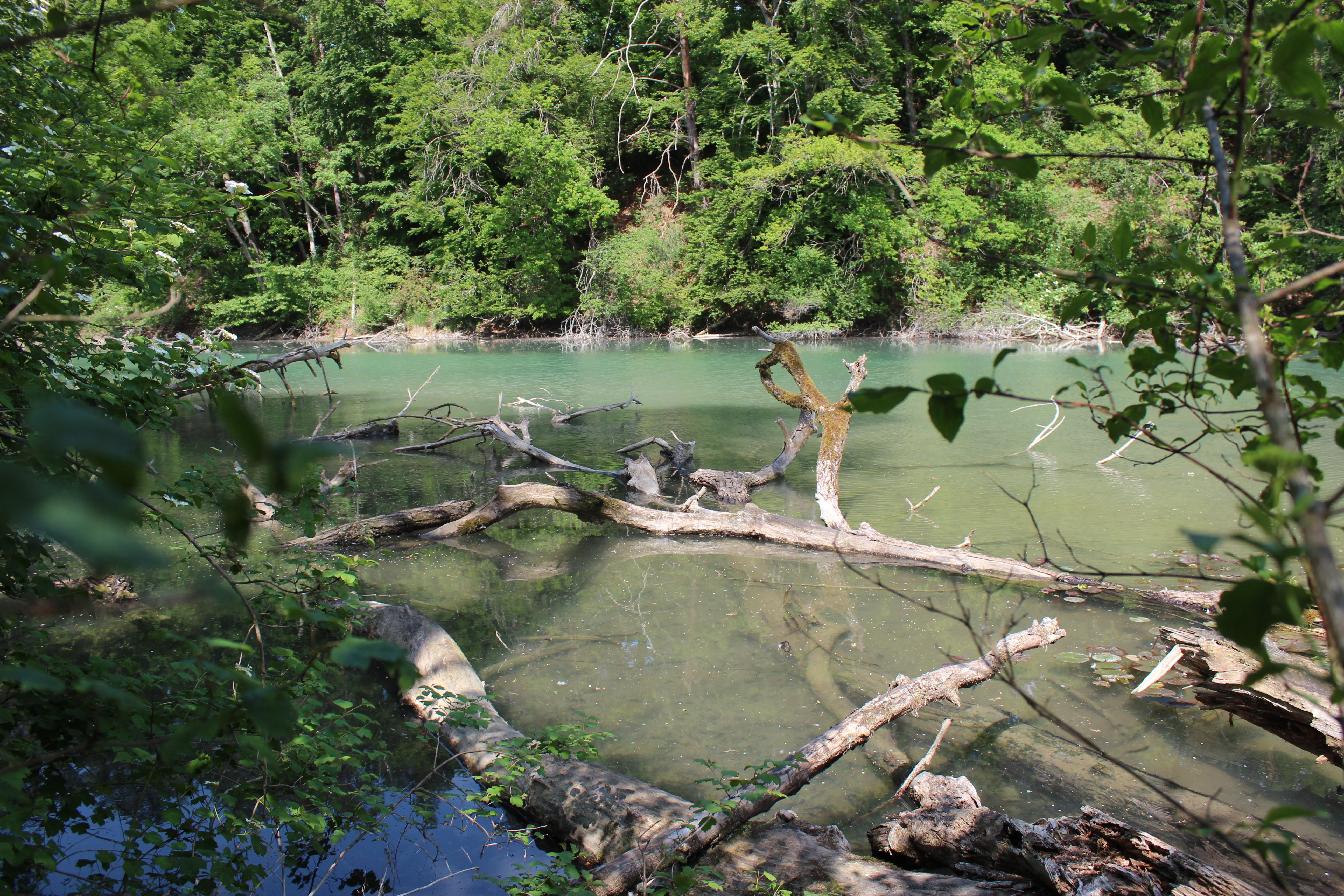
Alter Rhein
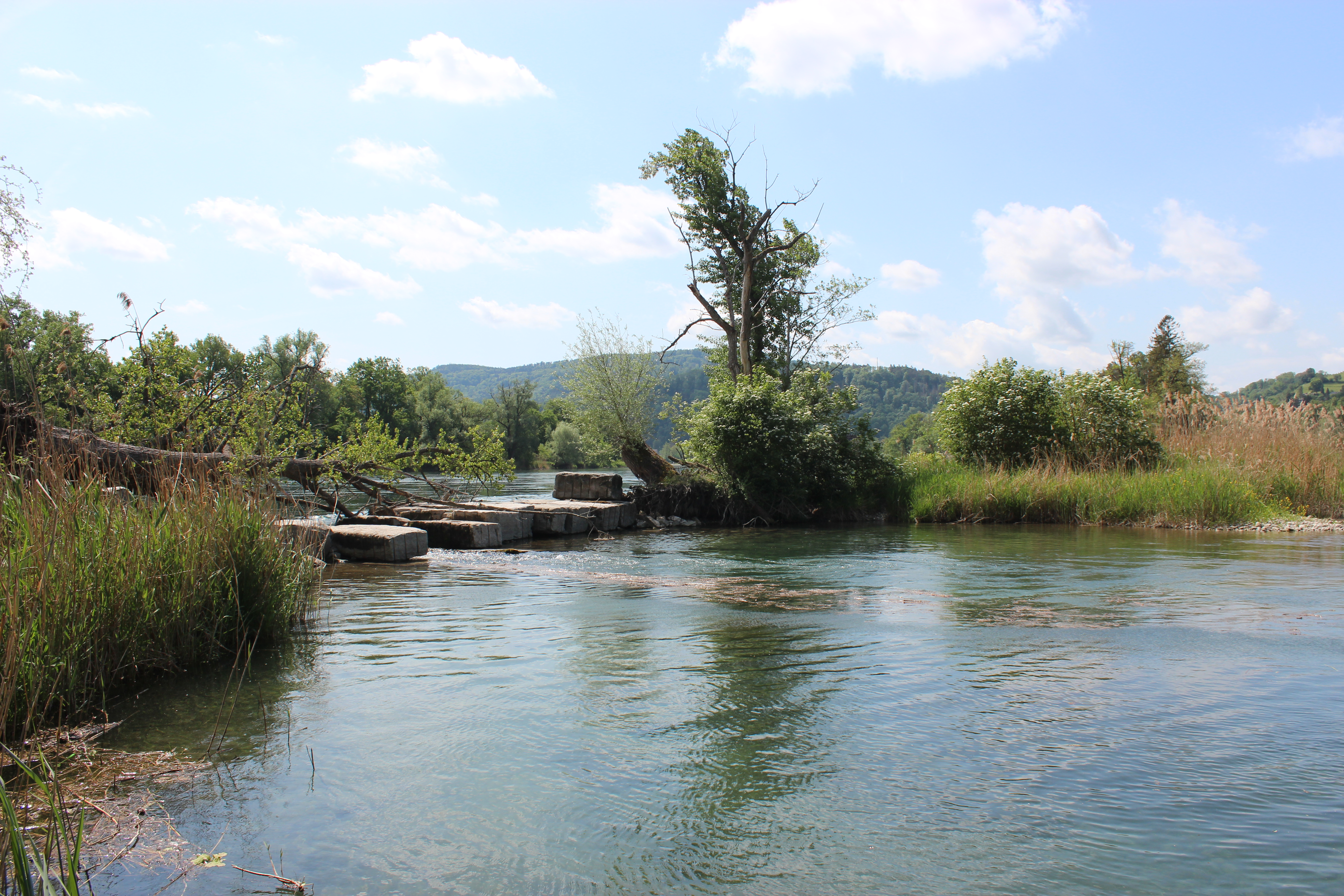
Zufluss aus dem Rhein
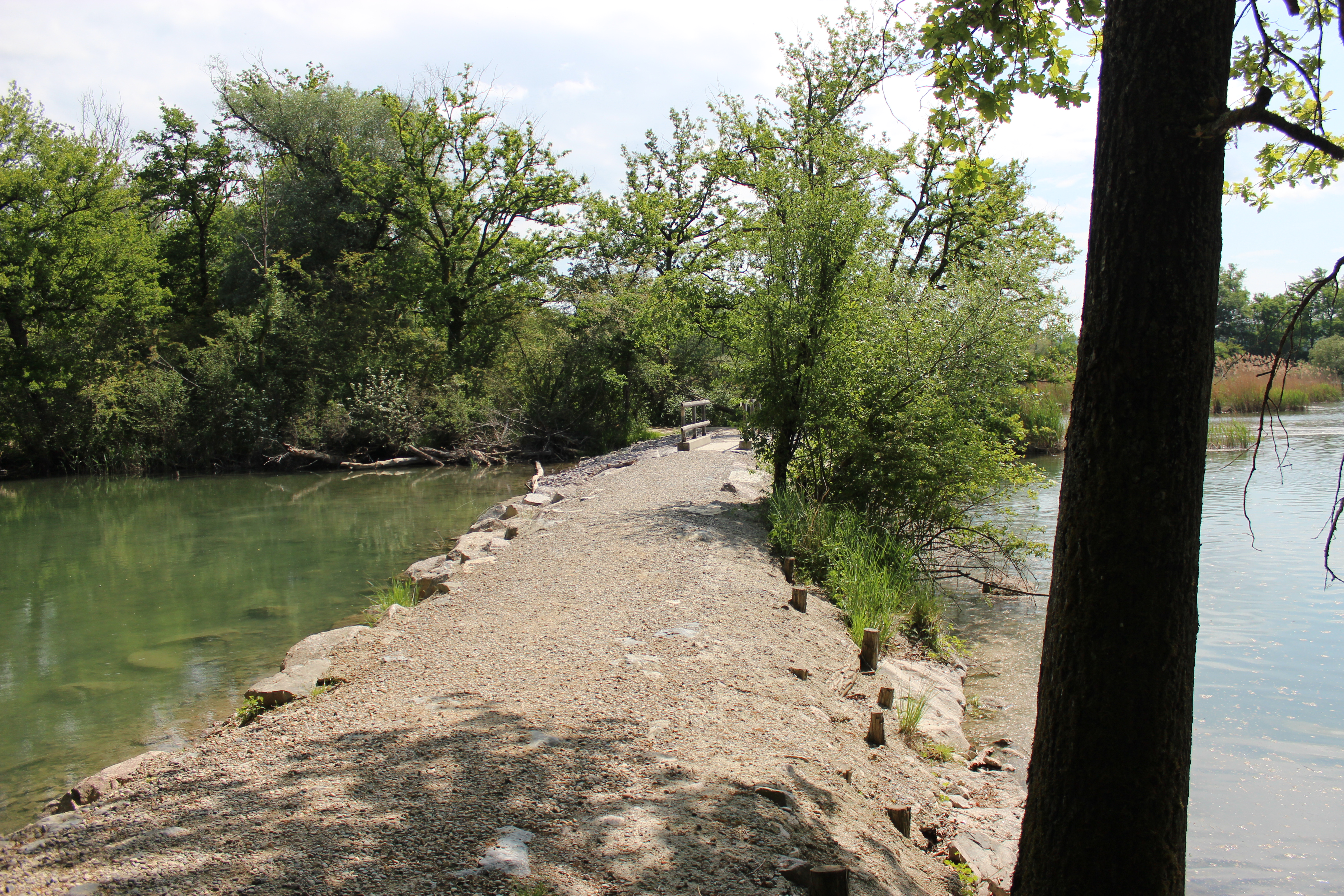
Damm zur unteren Insel